# Fishmans
Pour les articles homonymes, voir Fishman.
Fishmans (フィッシュマンズ, Fisshumanzu) est un groupe japonais de dub, dream pop et shibuya-kei formé en 1987 à Minato.
Composés du chanteur Shinji Sato, du bassiste Yuzuru Kashiwabara et du batteur Kin-ichi Motegi, ils sont connus pour leur musique psychédélique singulière. Le groupe, durant sa période d’activité, resta relativement dans l’ombre. Le décès inattendu du chanteur Shinji Sato en 1999, mettra immédiatement un terme aux activités du groupe.
C’est durant les années 2000, à travers les forums internet, que le groupe permet enfin de se forger une réputation à l’international. Depuis 2005, le groupe se reforme de manière épisodique pour faire des concerts, accompagnés de chanteurs invités afin de remplacer Sato.

## Biographie
Fishmans se forme durant l’été 1987, dans l’arrondissement de Minato, à Tokyo, avec Shinji Sato au chant, Kensuke Ojima à la guitare et Kin-Ichi Motegi à la batterie. La même année, ils produisent leur première démo, ‘’Blue Summer’’, restée inachevée à ce jour. Le groupe commence à se produire à partir de mai 1988, dans des petites salles à Tokyo. Le bassiste Yuzuru Kashiwabara les rejoint en août en 1988. Leur premier enregistrement se fait sur la compilation ‘’Panic Paradise’’ en 1989, où deux de leurs compositions apparaissent parmi des titres d’autres groupes de ska punk. En novembre 1990, le clavériste Hakase-Sun rejoint le groupe quelques mois avant leur première représentation au Shibuya Club Quattro, marquant définitivement la composition originale du groupe.
Deux ans après ‘’Panic Paradise’’, le groupe sort son premier album, ‘’Chappie Don’t Cry’’, en 1991. Il est produit par le musicien Kazufumi Kodama. Ce fut la seule collaboration du groupe avec Kodama, mais son apport d’influences rocksteady à l’album influencera grandement le reste de la discographie du groupe. Le producteur ZAK, quant à lui, produira le premier album live du groupe, enregistré en 1991, marquant alors le début d’une longue collaboration entre lui et le chanteur Shinji Sato. Alors qu’ils sortent leur premier EP ‘’Conduroy’s Mood’’, le groupe affirme leur goût pour le mélange d’influences reggae et shibuya-kei. Leur habile mélange des genres, mêlé à la voix androgyne de Sato, permet à Fishmans de se faire un nom dans la scène underground japonaise. Leur deuxième album, ‘’King Master George’’, sort en octobre 1992 et prend notamment ses inspirations du jazz.
Leur troisième album, Neo Yankee’s Holiday, sort en 1993, toujours produit par ZAK. Lors de différentes tournées, le groupe change légèrement leur son afin de correspondre davantage aux codes du rock, ce qui aura une influence significative sur leurs prochains albums. En février 1994, le single ‘’Go Go Round the World!’’ expose des influences funk. En mai de la même raison, les changements de style musical rapides du groupe mène le guitariste Kensuke Ojima à quitter ce dernier. Malgré ce départ brutal, le groupe continu son chemin et sort, en juin 1994, le single ‘’Melody’’, suivi en octobre 1994 par leur quatrième album, ‘’Orange’’
Au printemps 1995, le groupe signe chez Polydor. Hakase-Sun quitte le groupe en septembre, faisant désormais de Fishmans un simple trio. En novembre sort le single ‘’Nightcruising’’, présentant des influences dream pop. Ces dernières seront également présentes dans le cinquième album du groupe, ‘’Kūchū Camp’’, qui sort en février 1996. Ce style plus doux et éthéré marqueront tous les albums de Fishmans dès lors. L’album qui suit, Uchū Nippon Setagaya, sort en juillet 1997 et s’avérera être le dernier album du groupe. Ce dernier contient notamment des influences d’ambient pop.

## Membres
- Shinji Sato (佐藤 伸治) – chanteur principal, guitare, cornet a pistons (1987–1999; décède en 1999)
- Kin-ichi Motegi (茂木 欣一) – batterie, sampler, chœurs (depuis 1987), chanteur principal (depuis 1999)
- Yuzuru Kashiwabara (柏原 譲) – basse (depuis 1988)
- Hakase-Sun (ハカセ) – claviers (depuis 1990)
- Kensuke Ojima (小嶋 謙介) – guitare, chœurs (1987–1999)
- Susumu Hisamatsu (久松) – basse (1987-1988)

### Musiciens additionnels
- Michio "Darts" Sekiguchi (ダーツ関口) – guitare (depuis 1996): principalement lors de concerts.

- ZAK – production, mixage du son (1995–1999)

- Honzi – claviers, violon, accordéon, chœurs (1995–2007; décède en 2007)
- Shinya Kogure (木暮 晋也) – guitare (depuis 1995): principalement lors d'enregistrements en studios.

## Discographie

### Albums studios
- Chappie, Don't Cry (1991, Media Remoras)
- King Master George (1992, Media Remoras)
- Neo Yankees' Holiday (1993, Media Remoras)
- Orange (1994, Media Remoras)
- Aerial Camp (空中キャンプ?) (1996, Polydor)
- Long Season (1996, Polydor)
- Uchū Nippon Setagaya (宇宙 日本 世田谷?) (1997, Polydor)

### EP
- Corduroy's Mood (1991)
- I Dub Fish (2016)

### Albums live
- Oh! Mountain (1995, Media Remoras)
- 若いながらも歴史あり 96.3.2@新宿Liquid Room (2021, Universal Music Group)
- Long Season '96～7 96.12.26 Akasaka Blitz (2016, Polydor)
- 8月の現状 (1998, Polydor)
- 98.12.28 男達の別れ (1999, Polydor)

### Compilations
- Fishmans 1991–1994 Singles & More (1999, Pony Canyon)
- Aloha Polydor (1999, Polydor)
- 宇宙 ベスト・オブ・フィッシュマンズ (2005, Polydor)
- 空中 ベスト・オブ・フィッシュマンズ (2005, Polydor)
- Fishmans Rock Festival (2007) (boîte contenant les vinyles de l'époque Polydor)
- Golden Best Fishmans: Polydor Years (2012, Universal)
- Go Go Round This World! ~ Fishmans 25th Anniversary Record Box (2016) (boîte contenant les vinyles de l'époque Media Remoras)
- BLUE SUMMER ~Selected Tracks 1991–1995~ (2018, Pony Canyon)
- Night Cruising 2018 (2018, Universal)

### Vidéos (Live et Compliations)
- The Three Birds & More Feelings (2000, Polydor) (Réalisé par Kensuke Kawamura)
- 記憶の増大 (2000, Polydor) (Réalisé par Kensuke Kawamura)
- 若いながらも歴史あり96.3.2 @ 新宿 Liquid Room (11/09/2005) (Réalisé par Kensuke Kawamura)
- 男達の別れ 98.12.28 @ 赤坂 Blitz (2005, Universal Music Japan) (Réalisé par Kensuke Kawamura)
- The Long Season Revue (2006, Pony Canyon) (Réalisé par Kensuke Kawamura)
- Fishmans in Space Shower TV: Episode.1 (2007)
- Fishmans in Space Shower TV: Episode.2 (2007)
- Fishmans in Space Shower TV: Episode.3 (2007)
- Live 2011/5.3 At Hibiya Open-Air Concert Hall "A Piece of Future" (2012, kampsite) (Réalisé par Kensuke Kawamura)